# Imperatore romano
Per imperatore romano (in latino Imperator Romanus o Imperator Caesar Augustus, Princeps et Dominus, "Imperatore Cesare Augusto, principe e signore", somma dei vari titoli detenuti durante la storia romana; in greco Βασιλεὺς τῶν Ῥωμαίων, Basilèus tôn Rhōmàiōn, "Imperatore dei Romani/Romei") si intende comunemente oggi il capo dell'Impero romano a partire dal 27 a.C., quando il Senato conferì a Gaio Giulio Cesare Ottaviano il titolo di Augusto. Di fatto era la suprema magistratura della Repubblica, sostituendo il potere dei due Consoli, ma col tempo divenne semplicemente il sovrano dell'impero, ormai una monarchia, esautorando il Senato romano.
In epoca romana il titolo non aveva lo stesso uso odierno, e l'imperatore era chiamato comunemente col titolo di cesare o con quello di augusto, talvolta princeps e solo in seguito dominus (sotto il dominato il dominus era augusto e l'erede era cesare).
Il termine "imperatore" discende dal latino imperator, titolo originariamente denso di significati religiosi e successivamente conferito ai condottieri vittoriosi, contenente in sé il riferimento all'imperium, cioè allo stesso ambito religioso, civile e militare. A partire da Giulio Cesare (che non era un imperatore nel senso moderno, ma un dittatore a vita, dictator perpetuus) tale titolo prese ad essere aggiunto, come praenomen, al nome personale dell'uomo più potente di Roma.

## Descrizione generale
L'espressione imperatore romano è anche, tuttavia, una semplificazione posteriore dei diversi titoli detenuti, con accezioni, modi e tempi diversi dai sovrani di fatto dell'Impero romano: all'epoca, specie iniziale quando ufficialmente Roma era ancora una Repubblica, ci si riferiva all'imperatore come al "successore di Cesare e di Augusto", ed egli stesso veniva chiamato Cesare, seguito dal nome personale e dal titolo di Augusto, formando così il nomen completo (ad es. Cesare Tiberio Augusto o Tiberio Cesare Augusto). In seguito questi titoli vennero ufficializzati, ma ciò avvenne in epoca posteriore ai primi "cesari", anche se già da dopo la morte di Augusto ci si riferiva al sovrano come a "Cesare", senza ulteriori specificazioni.
Il titolo concesso a Ottaviano, e da lui passato ai successori, comprendeva a vita la tribunicia potestas (il potere di tribuno della plebe) e il cosiddetto "imperium maggiore e infinito", conferendo al capo politico un ruolo di tutela e preminenza sulla Repubblica (auctoritas), volto a creare un monarca de facto, ma senza offendere i sentimenti repubblicani di molti senatori e del popolo, rimasti forti fino al III secolo (il voler essere re era considerato il crimine più grave da senatori e repubblicani). Lo stato romano del Principato era una diarchia tra Principe e Senato, ma lentamente si trasformò in una sorta di monarchia assoluta, un'autocrazia chiamata Dominato.
Grazie all'imperium proconsolare egli era il comandante militare con poteri di dittatura, e con la tribunicia potestas (formalmente rinnovata ogni anno) l'imperatore ottenne un potere personale enorme: diritto di veto su qualsiasi decreto del Senato, il diritto di intercessio (con cui poteva interferire nei processi a favore di un imputato, e giudicare lui stesso come arbitro, cioè la giustizia imperiale), e l'immunità personale, la cosiddetta sacrosanctitas, avvolta da un'aura religiosa, unita poi anche il titolo di pontifex maximus.
Non poteva essere processato finché in carica (nel caso fosse deposto da una rivolta e dichiarato hostis publicus dal senato questa inviolabilità decadeva, come accaduto a Nerone) e lo Stato si impegnava nel difenderlo; chiunque osasse minacciarlo era dichiarato sacer e passibile di morte; inoltre aveva la possibilità di far comminare condanne capitali a discrezione (specie quando fu introdotto il crimine di lesa maestà), di convocare il senato e di far approvare norme aventi valore di legge (in seguito emettere direttamente editti o decreti in forma di costituzione imperiale, epistole, rescritti).
Gli imperatori spesso ricoprivano, assieme a parenti e favoriti, anche la carica minore di console (il vecchio titolo dei capi della Repubblica romana), tradizione cominciata da Augusto stesso, e altre magistrature romane, di cui proponevano anche i candidati coevi (non più eletti da tutte le assemblee romane comprendenti il popolo ma solo dal senato), e nominavano i propri funzionari. Inoltre solitamente sceglievano i successori, a volte adottandoli o associandoli al governo, di solito informalmente (fino a Diocleziano che isituzionalizzò la carica) come cesari successori o col titolo di princeps iuventutis, sebbene spesso l'investitura avvenisse con l'avallo o la scelta dell'esercito romano e formalmente fosse una carica elettiva perpetua concessa dal Senato.

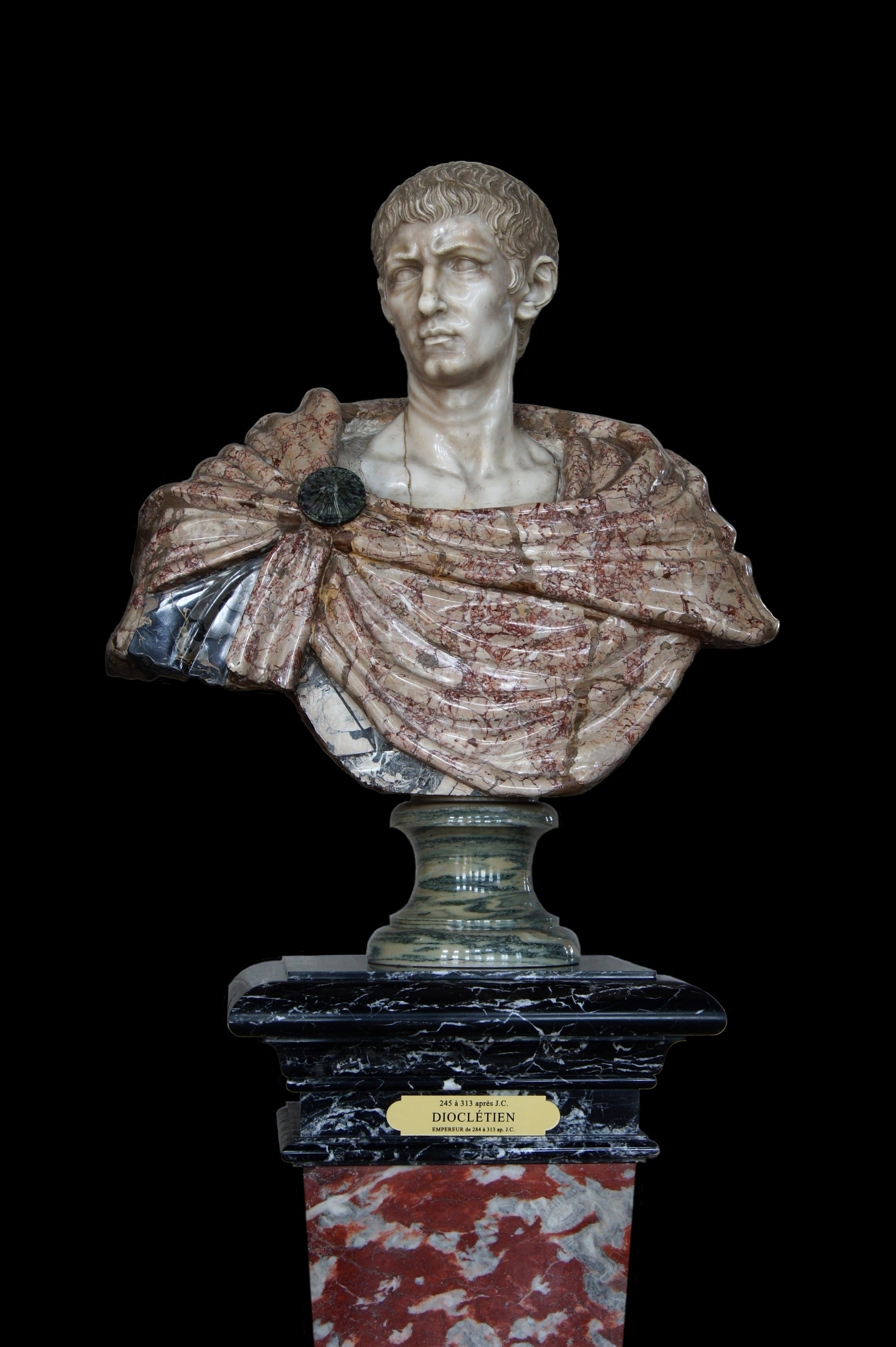
Busto di Diocleziano, che riorganizzò e definì i poteri e la titolatura imperiale.

Il ruolo di Cesare o imperatore romano comprendeva vari titoli:
- Caesar, dal nome di Giulio Cesare, conferito a Ottaviano tramite adozione (inizialmente era un nome dinastico o familiare[17]), fu Vespasiano che lo attribuì alla figura generica del Princeps, mentre Diocleziano a quella dell'erede designato dell'Augusto[18], seguendo una consuetudine nata con la dinastia degli Antonini[8] (cfr. tetrarchia di Diocleziano)
- Augustus, ossia "colui che accresce la fortuna" oppure "colui che è venerabile", titolo nuovo concesso a Ottaviano dal Senato nel 27 a. C., detenuto poi dagli imperatori al governo e talvolta declinato al femminile per consorti o figlie (Augusta)
- Imperator, titolo tradizionale del comandante vittorioso (detenuto anche da Cesare), spesso concesso per acclamazione dalle truppe stesse, che ne riconoscevano il carisma; spesso rinnovato formalmente più volte durante la vita
- Pontifex Maximus, titolo religioso del massimo sacerdote della religione romana, a partire dal 12 a.C. fino al 376, quando ebbe termine anche l'uso della parola deus e la divinizzazione imperiale postuma, tutte cose abolite con la religione cristiana
- Pater Patriae, titolo di livello onorifico
- Princeps, che riuniva in sé il titolo onorifico di Princeps senatus (primo del Senato, con diritto di presiedere e votare per primo) e le prerogative di "primo cittadino" della res publica concesse ad Augusto, che così dominava sui due cardini della Res Publica (senato e popolo romano)
- Dominus (cioè "padrone, signore"), introdotto nell'uso ufficiale da Diocleziano nel 284[8], ma già sperimentato in precedenza da Domiziano (principe dal 81 al 96), il quale secondo l'uso orientale di divinizzare i sovrani in vita (il primo che tenterà una manovra simile fu Caligola, mentre Augusto e Tiberio avevano rifiutato l'appellativo informale quando fu loro rivolto), usava farsi chiamare Dominus et Deus ("Signore e Dio"). Anche Settimio Severo usava il titolo Dominus ac Deus, ma fu solo con Diocleziano che il Princeps ebbe il titolo di Dominus riconosciuto ufficialmente.[18] Egli introdusse anche forme di religiosità teocratiche orientali verso la figura imperiale, come i rituali orientali della proskýnesis e della prosternazione (cosa rifiutata dai romani fino ad allora, in quanto l'imperatore era divinizzato solo dopo la morte, tramite l'apoteosi[19])

L'uso connesso in particolare a questi ultimi due titoli ed all'intrinseco significato di primo tra uguali e di padrone distingue le due grandi fasi della storia di Roma imperiale: il Principato ed il Dominato.

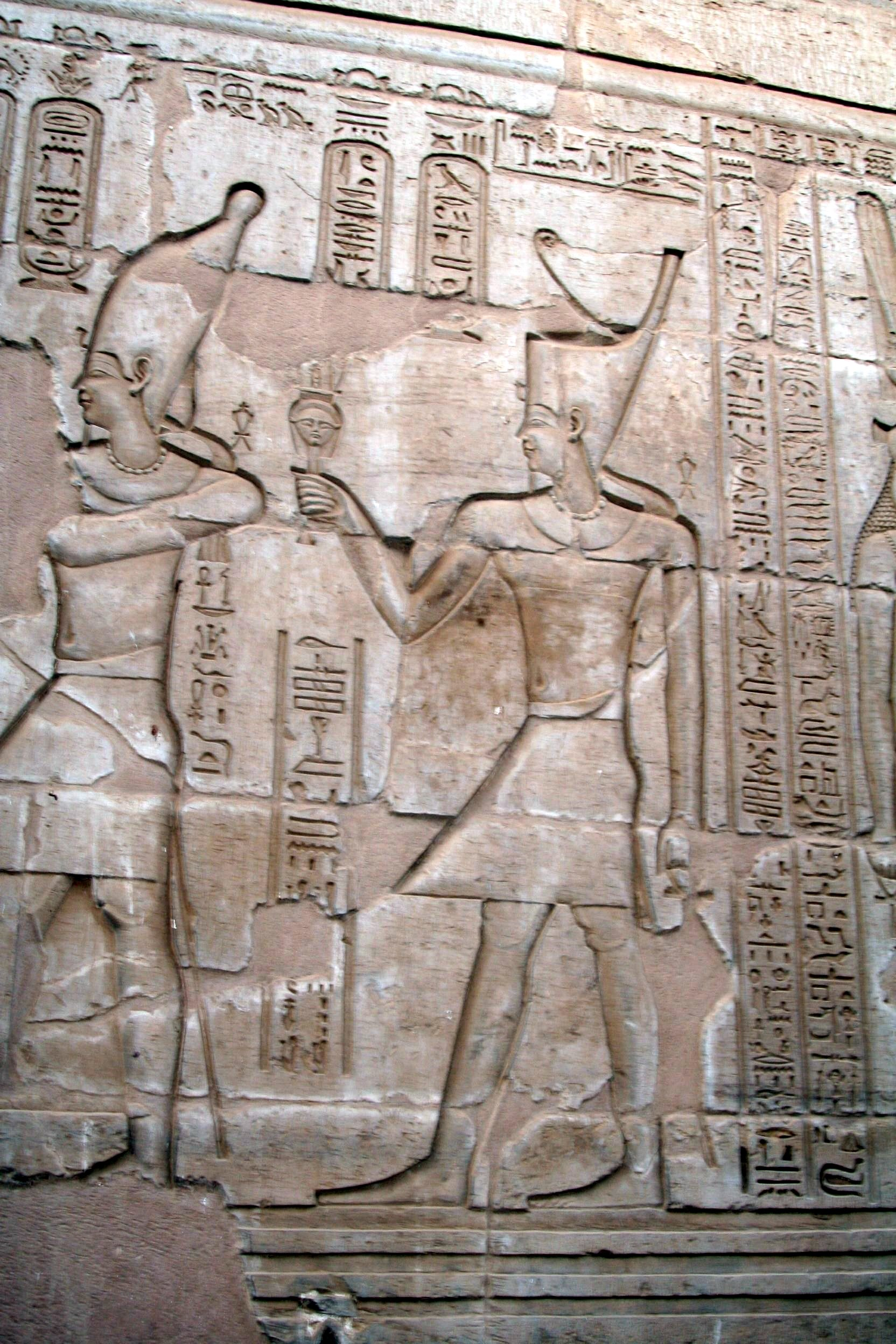
L'Imperatore Caracalla, che regnò tra il 211 e il 217, raffigurato come faraone nel Tempio di Kôm Ombo.

Nel solo Egitto l'imperatore romano era considerato un "faraone" e raffigurato come tale, nonostante Augusto avesse ufficialmente rifiutato la carica, temendo di non riuscire a giustificarlo ai Romani, anche considerando il fatto che egli stesso aveva fatto attaccare dalla propaganda il comportamento "esotico" di Antonio e Cleopatra. Nella versione in lingua egizia di una stele del 29 a.C. eretta da Cornelio Gallo, ad Augusto furono attribuiti titoli tipici dei faraoni, che tuttavia furono omessi nelle versioni in latino e in greco dello stesso testo. Nel tempio di Dendur, costruito dal governatore romano di Egitto Gaio Petronio, sono presenti delle raffigurazioni di Ottaviano, ora chiamato Augusto, vestito da faraone. La religione egizia richiedeva l'esistenza di un faraone affinché agisse come intermediario tra le divinità e l'umanità, per cui gli imperatori romani furono considerati dei faraoni, come già era successo con i sovrani persiani ed ellenistici. Ai primi imperatori furono attribuite titolature elaborate simili a quelle dei Tolomei e dei faraoni nativi loro predecessori, mentre agli imperatori da Commodo in poi fu attribuito solo un nomen, seppur scritto in un cartiglio come in precedenza. Con la diffusione del Cristianesimo, che finì per diventare la religione di stato, gli imperatori non ritennero più opportuno accettare le implicazioni tradizionali del titolo di faraone (ruolo con salde radici nella religione egizia), e, a partire dagli inizi del IV secolo, la stessa Alessandria, capitale d'Egitto fin dai tempi di Alessandro Magno, era diventata un importante centro del Cristianesimo. L'ultimo imperatore a cui fu conferito il titolo di faraone fu Massimino Daia (che regnò tra il 311 e il 313).
Molti imperatori adottarono come prenomi fissi quelli di imperatori prestigiosi, come accadde a Marco Aurelio e Costantino. Potevano poi seguire i cosiddetti cognomina ex virtute, soprannomi conferiti all'imperatore, generalmente dal senato e per motivi particolari come successi militari.
Riguardo al secondo, nell'ultima fase imperiale (dal 313 in poi), col ritorno al potere della gens Flavia (dinastia costantiniana), il preanomen Flavio (e non più Cesare, rimasto come titolo) divenne prerogativa degli imperatori romani d'occidente e d'oriente (bizantini) seguenti, venendo concesso anche al magister utriusque militiae, ossia il comandante supremo dell'esercito, spesso di origine barbarica. Durante l'ultimo periodo dell'impero occidentale (395-476), specie dopo il sacco di Roma (410), il magister utriusque militiae era quasi sempre l'effettivo detentore del potere. Gli ultimi imperatori furono Romolo Augusto per la parte romano-occidentale (caduta nel 476) e Costantino XI Paleologo per la parte romano-orientale (caduta nel 1453), mentre Teodosio I fu l'ultimo imperatore a governare l'impero intero, per pochi mesi tra il 394 e il 395.
I successori di ciascun imperatore erano scelti in diverso modo, di solito per via dinastica a vario titolo (giulio-claudi, Commodo, Flavi, Severi, dinastia costantiniana, teodosiana) cooptazione (tetrarchia), adozione verso persone di fiducia o parenti (imperatori adottivi, o negli stessi giulio-claudii sul modello dell'adozione di Ottaviano Augusto da parte di Cesare), dal Senato stesso (Nerva, Galba, Otone, Pertinace) o dai militari e dai pretoriani, che sceglievano comandanti vittoriosi (Vespasiano, Costantino, Diocleziano, Settimio Severo e i numerosi usurpatori) o chi era abbastanza ricco da comprare la loro fedeltà (Didio Giuliano). In ogni caso l'appoggio dell'esercito era comunque fondamentale, in quanto i soldati spesso si ribellavano se non condividevano la gestione del potere o se non ricevevano ingenti somme. 

### Origini del termine e della figura dell'imperatore
Il termine imperatore deriva dal latino imperator, la sua origine è chiara e faceva riferimento a colui che viveva un rapporto favorevole con gli dèi. Già in epoca regale la felicitas imperatoria indicava quel re che poteva vantare un tale rapporto favorevole (pius) con gli dèi. Questa relazione unica veniva stabilita il giorno dell'inauguratio, ovvero il giorno in cui gli àuguri verificavano tale condizione del re.
Con Ottaviano, che creò la struttura ideologica del principato, a tale termine venne aggiunto anche quello di Augustus ovvero detentore dell'"augus", detentore cioè di quella forza che unica consente di adempiere alle funzioni sacrali di rispetto agli dèi e quindi di rafforzare la stessa Roma.
L'imperator, nella cultura profondamente religiosa quale fu quella romana, è ricco di felix ovvero è possessore legittimo degli auspici e quindi votato alla vittoria purché sia sempre pius cioè collegato correttamente con il mondo sacro degli dèi.

### Fortuna del titolo in epoca post-romana
L'imperatore bizantino (dal 395 in poi) mutuò molti dei titoli romani ma i titoli principali di Augustus (in greco Sebastos) e imperator vennero sostituiti nel VII secolo, dal latino al termine greco antico Basileus, cioè "Re" o "Re dei Re" (basileus ton romaion, re dei romani d'oriente), per effetto dell'avvenuta trasformazione del principato-dominato in un'autocrazia (cioè una monarchia assoluta teocratica in stile cesaropapistico), mentre cesare divenne in greco kaisar (da cui derivano le parole kaiser e zar/czar). In seguito i sovrani bizantini aggiunsero anche i titoli imperiali di sebastokrator e despota.
Il titolo del sovrano di Costantinopoli (la Nova Roma) fu quindi ufficialmente cambiato nel 610 da Imperator Caesar Augustus ad Autokrátor Kaisár Augustos, Basíleus ton romaíon ("Autocrate/Imperatore Cesare Augusto, Re dei romani") e verrà usato fino alla caduta di Costantinopoli nel 1453 (anche se "cesare dei romei", in turco qaysar-ı Rum, fu uno dei titoli dell'imperatore ottomano, fino alla deposizione dell'ultimo sultano turco nel 1923).

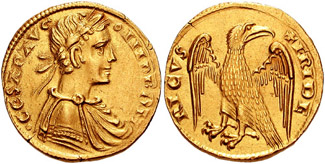
Augustale dell'imperatore dei romani Federico II (1231 circa), con il sovrano ritratto in toga, con l'alloro in testa e l'aquila romana nel rovescio della moneta, iconografia del tutto simile a quella dell'imperatore romano. La scritta dice CAESAR AVG. IMP. ROM. FRIDERICUS (Caesar Augustus Imperator Romanorum Fridericus)

Imperatore dei romani (Imperator romanorum) fu anche il titolo usato, dall'anno 800 (per effetto della translatio imperii decisa dal papato e non riconosciuta dal sovrano romano-orientale che riconobbe solo un generico titolo di imperatore a Carlo Magno con la pace di Aquisgrana dell'812), dal sovrano dell'Impero carolingio prima, e poi dello stato successore di questo, il Sacro Romano Impero Germanico (fino al 1806, anno della soppressione del titolo, trasformato in quello di imperatore d'Austria). Molti di essi non ebbero rapporti con Roma, tranne per l'incoronazione, e furono semplici sovrani franco-tedeschi, anche se vi furono imperatori che cercarono di rivendicare la loro "romanità", come Federico II di Svevia, che risiedette in Italia e fu spesso ritratto come un imperatore romano antico (ad esempio nelle monete), volendo rappresentarsi come il vero erede dei Cesari e come l'autentico erede di Augusto.
Il principio del diritto romano imperiale quod placuit principi, habet vigorem legis ("ciò che è gradito al principe, ha valore di legge"), enunciato da Ulpiano e incluso poi nel Corpus Iuris Civilis, divenne la descrizione e la giustificazione di ogni monarchia assoluta in Oriente e in Occidente, e dalla sacralità imperiale discese giuridicamente il diritto divino dei re. Stati successivi hanno rivendicato a fini politici una filiazione diretta o indiretta e simbolica dall'Impero romano o dal Sacro Romano Impero (Impero latino di Costantinopoli, Impero di Trebisonda, Impero italiano, Impero austriaco e austro-ungarico, Impero tedesco, Impero russo - col mito della Terza Roma - e Primo Impero Francese), senza tuttavia adottare mai il titolo di Imperator romanorum per i loro imperatori (Napoleone I insignì però il figlio Napoleone II del titolo di Re di Roma, uno dei titoli usati dall'Imperatore del Sacro Romano Impero, nella forma "Re dei Romani"), ma riprendendo spesso le insegne imperiali, come l'aquila romana, la corona d'alloro, la veste color porpora e l'aquila bicipite bizantina.
L'ultimo sovrano in assoluto della storia a portare il titolo di imperatore dei romani fu quindi il detto sultano ottomano Mehmet VI, regnante a Costantinopoli dal 1918 al 1923, che fu anche l'ultimo a portare il titolo di "cesare".

### Caratteristiche religiose della figura imperiale
Sempre con Ottaviano ha ingresso nella Religione romana la figura dell'imperatore. Esso diviene nei fatti un "rex sacrale", monarca universale per volere degli dèi, ricevendo, inoltre, il doppio titolo di sacer e sanctus. Le qualifiche religiose della figura imperiale ricalcarono col tempo i modelli ellenistici (simile al tiranno greco e a volte considerato una divinità nelle monarchie orientali) a cui si aggiungono le peculiarità della religiosità romana per le quali ad un beneficio ricevuto dal dio deve corrispondere sempre un atto cultuale. L'imperatore è quindi sacro e per le sue virtù e condotta di vita è anche santo. Ma i due termini, sacer e sanctus, finiscono per sovrapporsi, così Gallieno e Alessandro Severo vengono indicati come sanctissimi, mentre Domiziano, Adriano e Antonino Pio vengono invece appellati come sacratissimi.

## Caratteristiche politiche e militari della figura imperiale
Nella Roma antica la figura dell'imperatore venne a costituirsi a seguito di due spinte parallele: il processo di accentramento del potere conseguente al progressivo indebolimento istituzionale della Repubblica e la tradizionale avversione romana alla figura del rex. L'imperatore venne così ad assumere progressivamente funzioni monarchiche pur senza mai detenere l'avversato titolo.

### Storia e fasi del sistema imperiale

#### Età del Principato

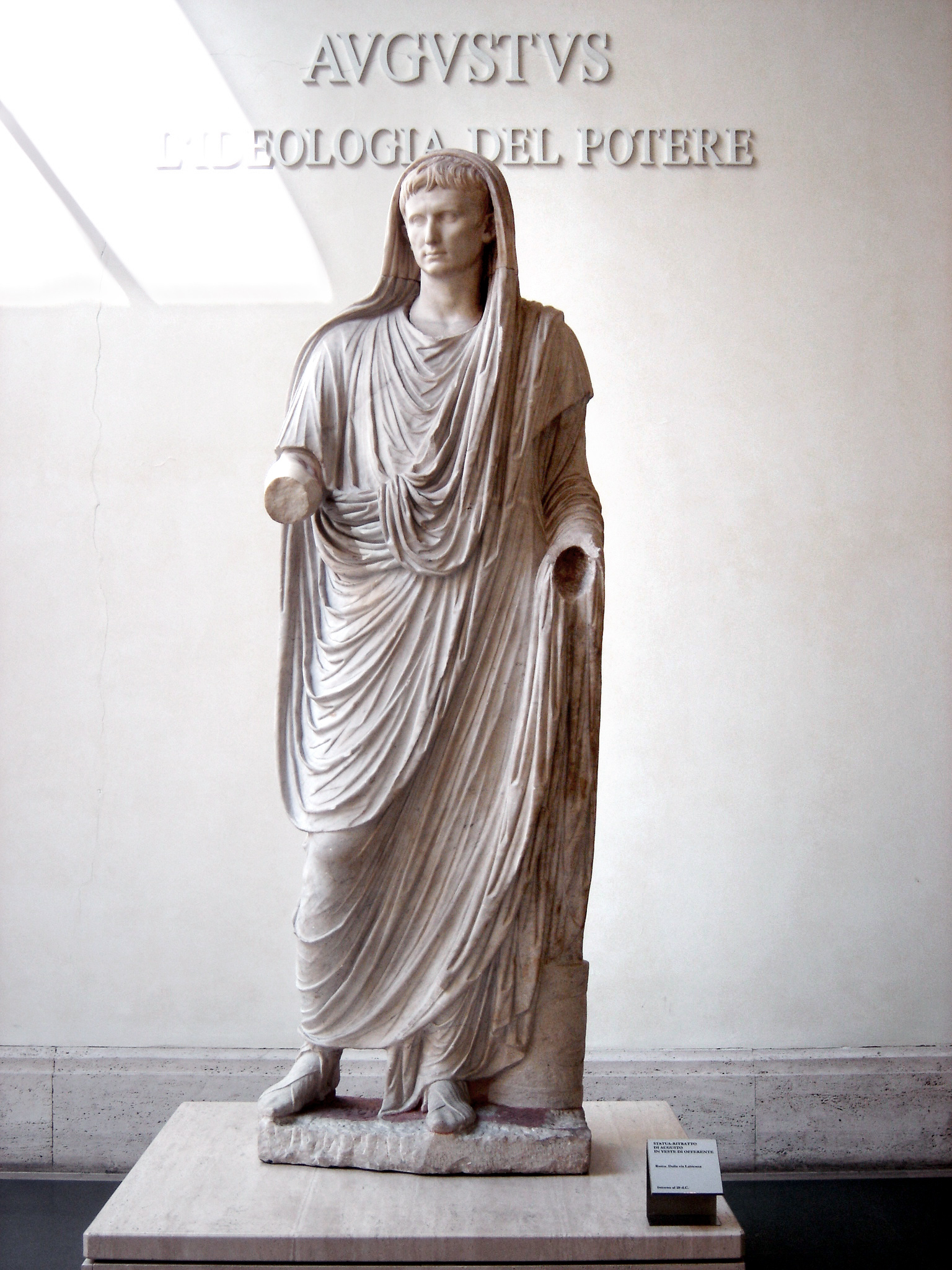
L'imperatore Augusto nelle vesti di pontifex maximus.

Sebbene i primi germi dell'istituzione imperiale vadano ricercati nelle figure dei dictatores che caratterizzarono l'ultimo secolo della Repubblica ed in particolare con quella di Cesare, padre adottivo di Ottaviano e dictator perpetuus, fu solo con Augusto che il processo giunse a compimento. Egli, divenuto padrone indiscusso dello Stato romano, assunse progressivamente una serie di poteri che caratterizzarono poi costantemente la figura dell'imperatore:
- il pontificatus maximus, cioè il governo della religione romana;
- la tribunicia potestas, cioè la sacrosanctitas (inviolabilità e sacralità), il diritto di veto su tutti gli atti pubblici e le leggi e la potestà di comminare la pena capitale a chiunque ostacolasse o interferisse con lo svolgimento delle sue mansioni;
- l'imperium proconsulare maius et infinitum, cioè il potere supremo su tutti i magistrati e illimitato su tutto l'impero ed il potere di legiferare attraverso le costituzioni imperiali;
- il principatus, cioè la presidenza del Senato romano.

A questi poteri l'imperatore poteva poi di volta in volta aggiungere le tradizionali potestà repubblicane facendosi regolarmente eleggere a seconda delle necessità nelle varie magistrature. La creazione del regime imperiale non cancellava infatti il precedente ordine repubblicano, ma vi si innestava anzi, sovrapponendovisi. La volontà di non contrapposizione con il precedente ordine veniva chiarita in particolare dalla concezione voluta da Augusto di un imperatore primus inter pares, cioè primo tra uguali.
Tuttavia un chiaro esempio della pura teoricità di questa uguaglianza era rappresentata dalla Lex Iulia maiestatis, che prevedeva pene severe per il crimine di lesa maestà, cioè di offesa o minaccia alla figura dell'Imperatore e quindi alla sua auctoritas. A questo si aggiungeva poi l'aura di divinità gravante attorno al principe rappresentata dalla sua discendenza dal divus Caesar, equiparato al rango di divinità dal Senato dopo la morte, e dalla creazione di un vero e proprio culto imperiale, indirizzato in vita -per non urtare la sensibilità religiosa romana- al genio, cioè allo spirito tutelare del principe, ed all'imperatore stesso qualora come Cesare e lo stesso Augusto venisse proclamato divino dopo la morte, con la procedura dell'apoteosi.
Gradatamente, con il rafforzarsi della forma assolutistica del governo con i successivi imperatori della dinastia giulio-claudia il sistema imperiale entrò in crescente contrasto con l'aristocrazia senatoria, sino a portare all'aperta rivolta e alla morte di Nerone, ultimo rappresentante della dinastia. L'interrompersi della successione imperiale all'interno dell'ambito familiare dei discendenti di Cesare e Augusto rafforzò il ruolo dell'esercito, che divenne arbitro della successione imperiale durante il convulso anno dei quattro imperatori, che condusse infine all'instaurarsi della Dinastia flavia. I nuovi imperatori, di estrazione equestre, che non potevano più vantare il grande nome familiare di Cesare presero comunque a portarlo come titolo imperiale. La nuova dinastia, dopo un'iniziale fase di collaborazione con l'aristocrazia senatoria, assunse con Domiziano caratteri decisamente assolutistici che portarono infine all'assassinio dell'Imperatore.
La caduta dei Flavi lasciò mano libera all'intervento del Senato, il quale nominò successore Marco Cocceio Nerva, con il quale venne inaugurata una nuova politica di successione, quella degli Imperatori adottivi, che ripristinava l'originale principio augusteo della trasmissione del potere imperiale tramite adozione, fuoriuscendo però dall'ambito ristretto di una sola gens. Il nuovo sistema, che incontrò il favore delle classi elevate entrò però progressivamente in crisi quando, dopo l'ascesa al trono di Antonino Pio, anche la famiglia Antonina prese ad adottare principi di successione dinastica. Quando infine, con il regno di Commodo, riemersero le passate aspirazioni assolutistiche, anche l'ultimo esponente della dinastia Antonina venne assassinato, lasciando così la successione in balìa del potere dei Pretoriani e dell'esercito e portando ad una nuova guerra civile.
Dalla guerra emerse la nuova dinastia dei Severi, che cercò di riallacciarsi alla precedente, vantandone la discendenza. Sotto questa dinastia si ebbe il rafforzamento del ruolo dell'esercito, sul quale si resse sempre di più il destino degli imperatori, mentre le istanze assolutistiche ebbero il sopravvento, tanto da portare l'imperatore Marco Aurelio Antonino a farsi rinominare Eliogabalo e ad imporre il culto di Sol Invictus, del quale era sommo sacerdote. La fine della dinastia giunse quando questa perse il favore dell'esercito durante il regno del giovane Alessandro Severo. Le armate si ammutinarono e massacrarono l'imperatore, portando alla cosiddetta epoca dell'anarchia militare e alla crisi del III secolo, durante la quale l'evidente collasso del sistema del Principato portò allo sviluppo di una forma imperiale più dispotica.

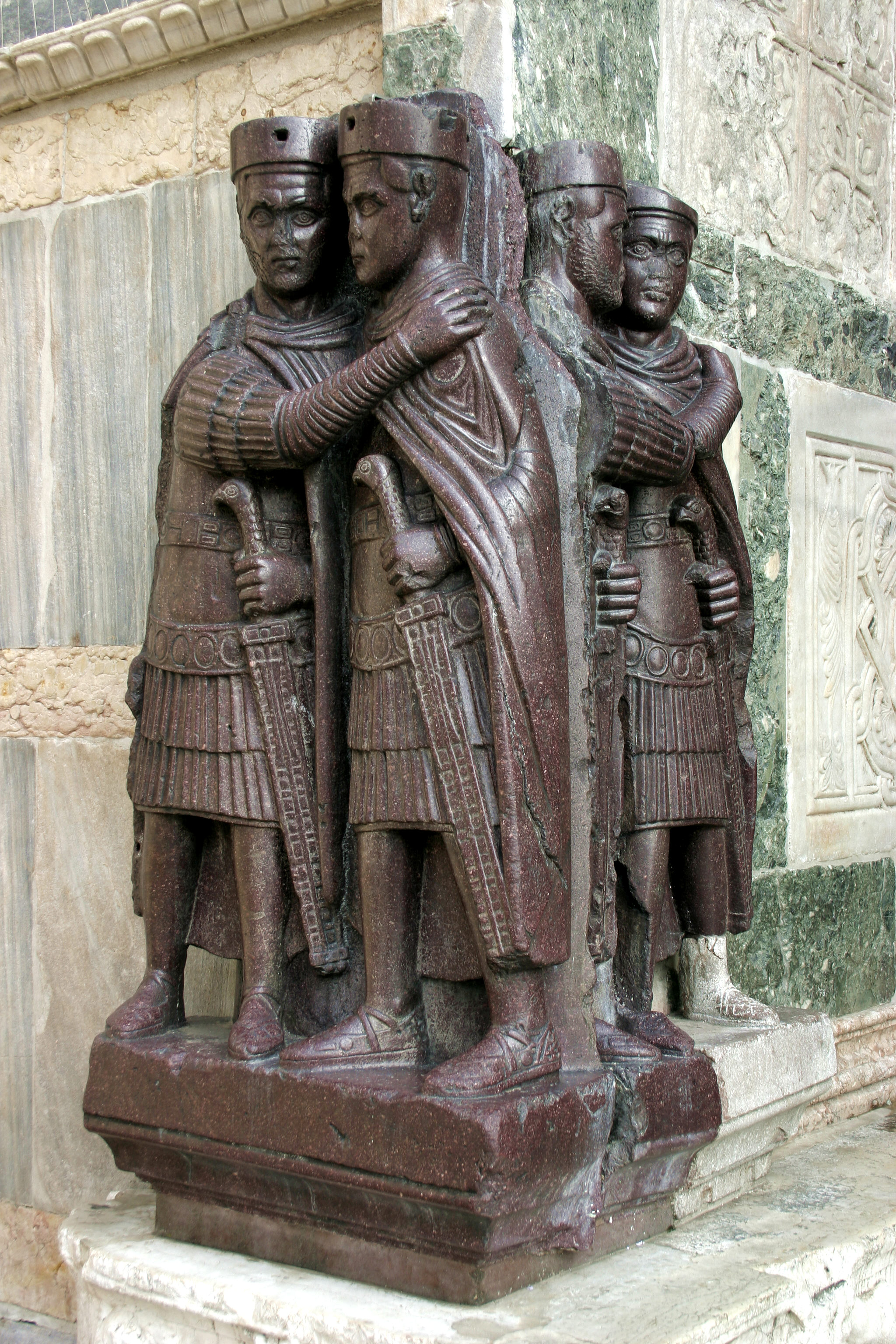
Statua raffigurante i Tetrarchi: il Dominato venne aperto da una moltiplicazione delle figure imperiali: due Augusti e due Cesari, due per l'Occidente e due per l'Oriente.

#### Età del Dominato
Il nuovo sistema imperiale, chiamato Dominato, si consolidò con la generale riforma dell'Impero voluta da Diocleziano e con la conseguente nascita della Tetrarchia. In tale sistema l'imperatore assunse con ancor maggiore decisione connotati monarchici, riducendo le residue istituzioni repubblicane a semplici funzioni onorifiche. Il governo venne quindi progressivamente affidato a funzionari imperiali, scelti tra le file della classe dei cavalieri e tra i liberti. Tuttavia la stessa figura imperiale venne moltiplicandosi, con due imperatori titolari, gli Augusti, uno per la pars Occidentalis ed uno per la pars Orientalis, spesso affiancati da colleghi di rango inferiore aventi il titolo di Cesare.
Per facilitare l'amministrazione ed il controllo fu, inoltre, potenziata la burocrazia centrale e si moltiplicarono le suddivisioni amministrative: le quattro parti dell'impero, governate ciascuna da uno dei tetrarchi, fecero capo ciascuna ad una distinta prefettura del pretorio: Gallie, Italia, Illirico, Oriente. Da queste dipendevano poi le Diocesi, in tutto dodici, rette dai Vicarii, nelle quali erano raccolte le provincie, con a capo funzionari imperiali con il rango di correctores o praesides. In pratica il nuovo ordine imperiale disarticolava le vecchie strutture repubblicane accentrando ogni funzione attorno alla figura del sovrano.
Il governo assolutistico di Diocleziano, tra le varie cose, non poteva tollerare in particolare atti di lesa maestà come il rifiuto dei sacrifici dovuti all'Imperatore, per cui il suo regno fu caratterizzato dalla grande persecuzione, l'ultima e la più violenta, contro i seguaci del culto cristiano. Terminata nel 305 la prima tetrarchia con l'abdicazione di Diocleziano e del collega Massimiano, la seconda entrò presto in crisi nel 306 con la morte di Costanzo Cloro, portando ad una serie di scontri in Occidente, dai quali emersero vittoriosi Costantino e Licinio, che, facendo leva sul successo della nuova religione cristiana, la legalizzarono nel 313 con l'editto di Milano. Nel 316, poi, Costantino si rese unico imperatore, iniziando la costruzione di una nuova capitale orientale per l'Impero, Nova Roma.
Sotto la nuova dinastia costantiniana il Cristianesimo e la nuova capitale orientale prosperarono a scapito di Roma e dell'antica religione, fino all'avvento di Giuliano, il quale tentò di ristabilire l'uguaglianza tra i culti. Dopo la morte di Giuliano, però, la successiva dinastia valentiniana tornò a favorire il Cristianesimo sino a quando, nel 380, gli imperatori Graziano, Valentiniano II e Teodosio non promulgarono l'editto di Tessalonica, con cui venne reso unica religione lecita. Nel 392 Teodosio, principale ispiratore dell'editto, rimase poi unico imperatore, ultimo a regnare sull'Oriente e l'Occidente.
Con la sua morte nel 395, infatti, tale suddivisione divenne definitiva e permanente, con la nascita di due separate linee imperiali: quella degli Imperatori romani d'Occidente, poi interrottasi nel 476, e quella degli Imperatori romani d'Oriente, interrottasi nel 1453.

### Funzioni di governo
L'imperatore si avvaleva di numerosi funzionari per il governo dell'impero, costituenti l'amministrazione imperiale e agenti nelle province per conto di "cesare", da loro rappresentato.

#### L'amministrazione imperiale

##### Prefetti
In epoca imperiale vennero costituite una serie di particolari amministrazioni completamente dipendenti dall'Imperatore. A capo di tali amministrazioni imperiali vennero posti alcuni particolari funzionari recanti il titolo di praefectus, solitamente, ma non esclusivamente, scelti fra l'ordine equestre.

###### Prefetto del Pretorio
Il principale strumento di potere a disposizione dell'Imperatore era costituito dalla sua guardia personale, detta guardia pretoriana, a capo della quale era un funzionario chiamato Praefectus Praetorio, appartenente all'ordine equestre. Questi era in pratica il funzionario posto a capo del pretorio dell'Imperatore, cioè del suo "luogo di comando". Data la sua particolare importanza e le capacità coercitive connesse alla disponibilità delle coorti pretoriane, a questo funzionario vennero delegate dall'Imperatore già a partire dall'età giulio-claudia funzioni civili e soprattutto giudiziarie, per la maggior parte inerenti contese fra comunità in ambito italico. Nel tempo, poi, il prefetto del pretorio divenne il capo della cancelleria palatina sino a divenire, in età tardo-antica, vero e proprio funzionario civile. Con la riforma di Diocleziano, poi, i prefetti del pretorio vennero portati a quattro, uno per ciascuno dei quattro Imperatori.

###### Prefetto dell'Urbe
Fondamentale per la stabilità del potere imperiale era il controllo costante della città di Roma, capitale dell'Impero e cuore dell'attività politica. A capo della città venne dunque posto un senatore scelto dall'imperatore avente il titolo di Praefectus urbi, incaricato di sovrintendere per l'appunto all'Urbe, con compiti di polizia, avvalendosi delle coorti di milites stationarii e progressivamente sostituendo nelle sue funzioni l'antico praetor urbanus.

###### Prefetto dei Vigili
Per il mantenimento della sicurezza e per un servizio antincendio a Roma, fin dall'età augustea e venne creato uno speciale corpo di sorveglianza urbana, i Vigiles, specializzati in particolare nella prevenzione e nel contrasto agli incendi, che in una città di tali dimensioni erano particolarmente frequenti e pericolosi. Il controllo di tale milizia, composta da liberti, che all'occorrenza poteva svolgere anche funzioni di polizia, venne posto un funzionario di ordine equestre avente il titolo di Praefectus Vigilum.

###### Prefetto dell'Annona

L'Anfiteatro Flavio: assieme alle elargizioni di grano dell'annona, i giochi gladiatori erano fondamento della politica panem et circenses degli Imperatori.

Date le sue enormi dimensioni e per la grande forza attrattiva nei confronti degli abitanti d'Italia e delle Province, Roma abbisognava di costanti rifornimenti di generi alimentari, garantiti sin dall'età repubblicana dall'istituto dell'Annona. Il controllo dei flussi di grano, in particolare, si era rilevato strumento fondamentale nell'età delle guerre civili per controllare la città e la sua politica ed al contempo una fondamentale leva di potere nei confronti della Plebe, cui lo Stato garantiva periodiche forniture alimentari. Con la costituzione del sistema imperiale il controllo dell'Annona venne sottratto agli edili ed assegnato ad un funzionario designato dall'imperatore: il Praefectus annonae.

###### Prefetto d'Egitto
Principale fonte di approvvigionamento di grano per Roma era l'Egitto, conquistato da Ottaviano e fatto provincia nel 30 a.C. Del governo di questa provincia venne designato un cavaliere avente il titolo di Praefectus Alexandreae et Aegypti. Il suo mandato non aveva limiti temporali e contemplava, unico nella categoria dei governatori equestri (sino alla creazione della provincia di Mesopotamia), l'imperium militiae, ovvero il comando sulle truppe cittadine, le legioni (all'inizio tre, poi dall'età di Adriano una). La prefettura d'Egitto era inizialmente considerata la massima carica riservata per un cavaliere, l'apice del fastigium equestre. Già dall'età Giulio-Claudia, però, il prefetto d'Egitto cedette il passo al prefetto del pretorio, il quale, data la vicinanza alla persona dell'imperatore e quindi al centro vitale del potere, divenne la prefettura di maggior prestigio.

###### Prefetto di Mesopotamia
Data la particolare condizione della nuova Provincia di Mesopotamia, terra di confine con l'Impero partico, storico rivale di Roma, conquistata nel 197, questa venne organizzata su modello dell'Egitto, inviandovi a reggerla un Praefectus Mesopotamiae, di rango equestre.

##### Vicari
Fin dall'età della dinastia dei Severi divenne frequente l'istituzione di vicari del Prefetto del Pretorio che supplissero a quest'importante funzionario quando questi si trovava lontano da Roma al seguito dell'Imperatore oppure per sostituirlo in specifiche missioni nelle provincie. Con la riforma tetrarchica di Diocleziano e la successiva istituzione delle diocesi, il Vicarius divenne lo stabile funzionario incaricato di sovrintendere alla diocesi in vece del Prefetto.

##### Correttori
In età tardo imperiale, i correttori provvedevano all'amministrazione di alcune province.

##### Legati imperiali
Con il termine di legatus Augusti pro praetore si designava nell'impero romano un governatore di provincia imperiale di rango senatorio munito di imperium delegato dal principe. La figura venne istituita da Augusto nel 27 a.C., momento della riforma dell'amministrazione provinciale che il vincitore delle guerre civili impose al Senato. Al fine di assicurarsi il controllo sull'esercito, Augusto pretese il mantenimento dell'imperium sulle provincie non pacate, ovvero sulle province di frontiera, e di nuova acquisizione, nelle quali erano stanziate le legioni. Potevano essere di rango consolare (ex-consoli) o di rango pretorio (ex-pretori) in relazione al numero di legioni stanziati sulla provincia di assegnazione. Come il procurator Augusti ed il praefectus Alexandreae et Aegypti, anche il legatus Augusti pro praetore era direttamente scelto dall'imperatore e non aveva limiti temporali al suo mandato. Aveva piena autorità in ambito civile, militare e giudiziario, ma non possedeva, a differenza dei governatori di rango equestre, il controllo sulle finanze provinciali, né si occupava del pagamento dell'esercito al suo comando: per queste mansioni, infatti, aveva piena autorità il procurator Augusti.

##### Governatore provinciale
I governatori provinciali erano ufficiali (magistrati o promagistrati) eletti o insediati a capo dell'amministrazione di una provincia romana, durante il periodo repubblicano o imperiale. Tipici esempi di governatori erano i proconsoli, i prefetti, procuratori e legati propretori.
Il termine governatore indicava in termini giuridici che si trattava di un Rector provinciae, indipendentemente dal titolo specifico che rifletteva lo status intrinseco e strategico della provincia, e le differenze tra i diversi gradi di autorità. Con l'inizio del principato, troviamo due tipologie di governatori provinciali: quelli che amministravano province senatorie e quelli che amministravano province imperiali. Solo i proconsoli e i propretori erano, infine, classificabili come promagistrati.

##### Procuratori imperiali

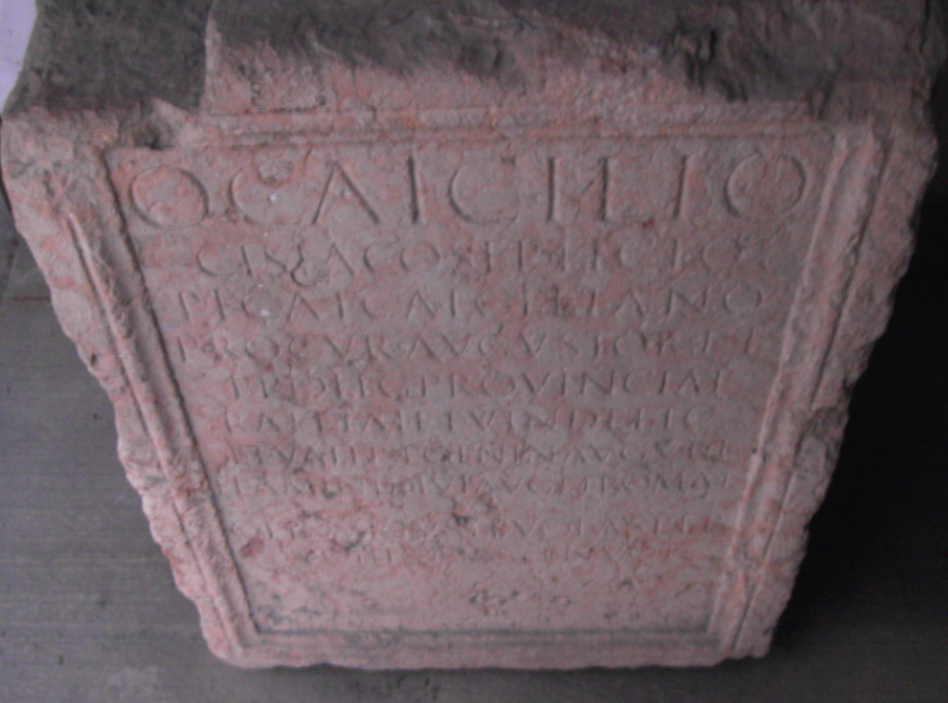
Cippo che ricorda la carica di procurator pro legato per la Rezia rivestita dal cavaliere veronese, Q. Caecilius Cisiacus.; I/II secolo.

Accentrando nelle proprie mani la totalità del potere, l'imperatore si avvalse subito di propri funzionari incaricati di operare in suo nome. I procuratores Augusti, in particolare, erano agenti incaricati di operare su mandato del principe in diverse branche dell'amministrazione, fra cui compiti di riscossione fiscale a Roma, nelle province imperiali governate dai Legati Augusti pro praetore e di governo nelle cosiddette province procuratorie. In queste ultime, difese da truppe di auxilia, qualora fosse necessario l'intervento di truppe legionarie, al procuratori veniva concesso il titolo di procurator pro legato e la conseguente assegnazione dell'imperio necessario al comando militare legionario.

##### Consiglio Imperiale
Con il progressivo declino delle istituzioni repubblicane, formalmente mantenute da Augusto, crebbe parallelamente l'importanza e l'influenza della ristretta cerchia di consiglieri dell'Imperatore (senatori, liberti, ecc.). A partire dal regno di Adriano (117-138) questi andarono a costituire il Consilium principis, che divenne la principale fonte normativa dell'Impero.

##### Concistoro
Nell'età del dominato al consiglio del principe venne ad affiancarsi il concistorium, più tardi detto sacrum consistorium, anch'esso consiglio privato dell'imperatore, composto dai suoi collaboratori più stretti. Ne facevano parte il magister officiorum, capo dell'amministrazione imperiale, comes largitionum, responsabile delle finanze, il quaestor sacri palatii, responsabile delle attività giudiziarie, comes rerum privatarum, responsabile delle proprietà private, e, spesso, ma non in pianta stabile, il praepositus cubiculi, assistente personale dell'imperatore.
Nel comando militare l'imperatore era poi affiancato da due altri alti ufficiali: il Magister equitum, comandante della cavalleria, ed il Magister militum, comandante dell'esercito.

#### La legislazione imperiale
Il potere dell'Imperatore si sovrapponeva a quello della Repubblica, di fatto progressivamente sostituendolo. Il principe poteva pertanto agire con atti che avevano la stessa valenza delle leggi e degli atti emessi dalle assemblee repubblicane e dai magistrati: tali atti sono noti con il comune nome di costituzioni imperiali, aventi forza equiparata a quella della lex populi romani:
1. gli edicta, solenni dichiarazioni di principio alle quali dovevano uniformarsi tutti gli apparati dello Stato;
2. i decreta, con i quali l'Imperatore assumeva decisioni vincolanti equiparabili a quelle emanate dai magistrati della Repubblica;
3. i rescripta principis, coi quali l'Imperatore dava risposte di carattere generale a quesiti posti dai propri funzionari, diventando pertanto fonti di indirizzo generale nell'amministrazione;
4. i mandata principis, che erano atti con cui venivano assegnati incarichi e poteri circoscritti ai funzionari per agire in nome dell'Imperatore;
5. le epistolae, con le quali l'Imperatore comunicava ordini e comandi ai propri funzionari sparsi nell'Impero.

Fonte di tale potestà legislativa era l'Imperium maius et infinitum. L'Imperatore d'altro canto poteva annullare qualunque altra deliberazione delle assemblee o dei magistrati attraverso la propria tribunicia potestas.
Nel tempo, col declinare delle istituzioni repubblicane, l'equiparazione delle costituzioni imperiali alla legge venne meno, tanto che nel digesto realizzato al tempo dell'Imperatore d'Oriente Giustiniano I le costituzioni erano considerate esse stesse la legge.

#### La giustizia imperiale
Era possibile appellarsi, in ultima istanza, per un cittadino romano, direttamente alla giustizia dell'imperatore. L'imperatore stesso (più spesso il suo rappresentante, il prefetto del pretorio o il prefetto dell'Urbe) talvolta presiedeva personalmente al processo e giudicava, scavalcando con la sua auctoritas il giudizio normale di giudici, governatori e procuratori. Questa prassi era detta "appello a cesare" (Caesarem appello).
Il giurista Giulio Paolo, in Sententiarum receptarum ad filium libri quinque, fa riallacciare l'istituto della appellatio ad Caesarem alla precedente provocatio ad populum dell'età repubblicana. Con la successiva estensione della cittadinanza romana a tutti i soggetti liberi dell'impero, l'istituto venne a perdere d'importanza. L'imperatore poteva decidere in processi coinvolgenti anche stranieri e provinciali e anche schiavi, se lo riteneva. Marco Aurelio giudicò direttamente una contesa tra uno schiavo e un padrone, decidendo a sorpresa in favore del primo.

### Funzioni religiose: il pontificato massimo ed il culto imperiale

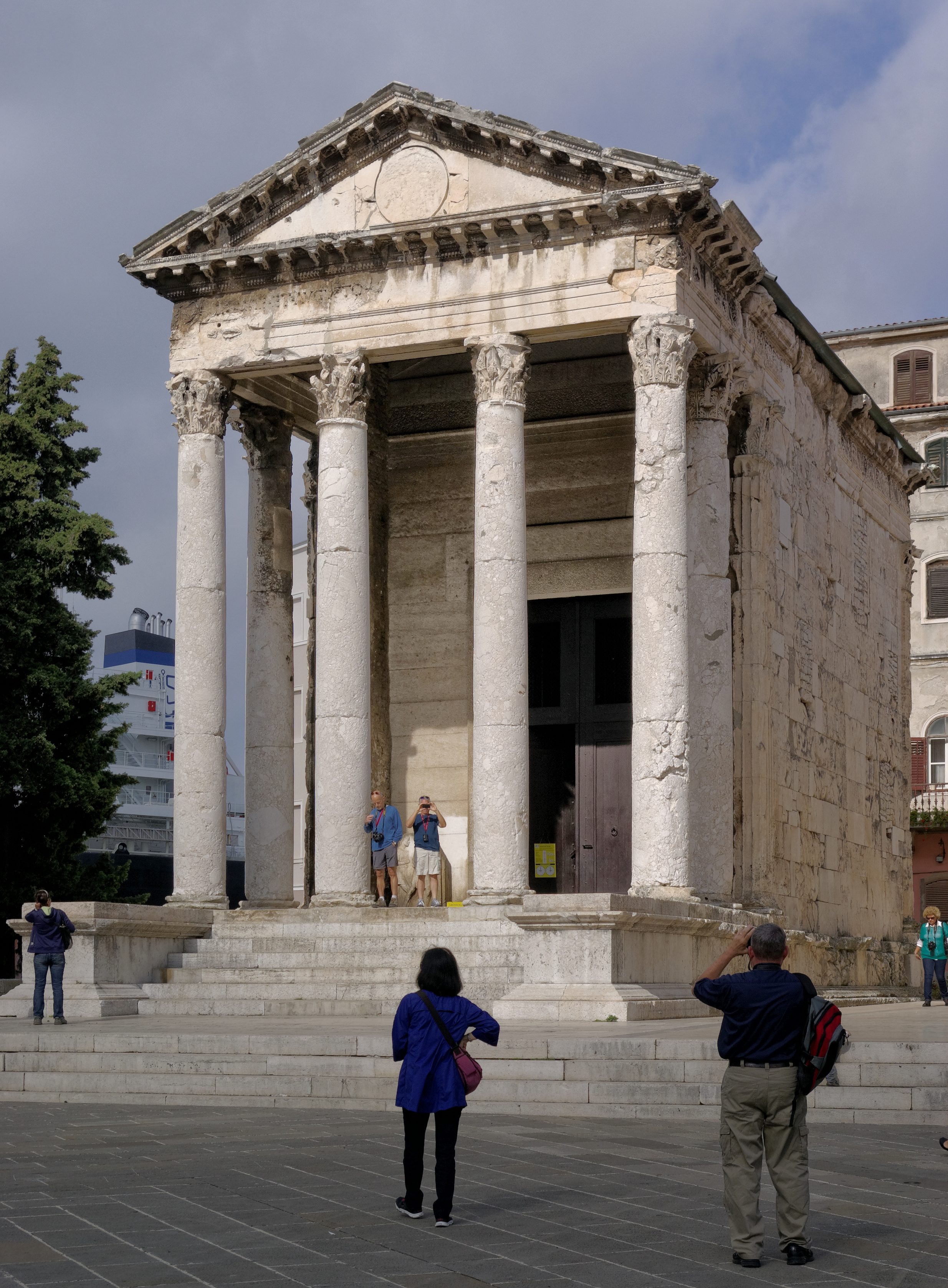
Il tempio di Augusto e Roma a Pola: a Roma e soprattutto nelle province dell'Impero esisteva un vero e proprio culto imperiale rivolto verso la figura del principe.

L'Imperatore nella sua qualità di Pontifex Maximus esercitava il supremo ruolo di sorveglianza e governo sul culto religioso, presiedendo il collegio dei pontefici e gli altri collegi sacerdotali, nominando le Vestali, i Flamini ed il Rex sacrorum, regolando il calendario con la scelta dei giorni fasti e nefasti ed avendo il completo controllo sul rispetto del diritto romano, della cui interpretazione era custode. In tal senso poteva anche controllare la redazione degli annales pontificum, cioè delle cronache pubbliche, e della tabula dealbata, riportante la lista dei magistrati in carica.
L'Imperatore stesso era oggetto di un culto imperiale, nel quale il genio del Principe diveniva oggetto di pratiche religiose, spesso affiancandosi nei templi ad altre forme divinizzate del potere imperiale dello Stato, come la dea Roma. Il culto del genius principis, sebbene spesso percepito nelle classi elevate come una forzatura della religione tradizionale, consentiva di rivolgere al sovrano cerimonie pubbliche di valenza religiosa senza per questo infrangere i principi che vietavano il culto di persone viventi. A questo si aggiungeva la possibilità di rivolgere poi un vero e proprio culto alla persona dell'Imperatore dopo la sua morte una volta che questi fosse pubblicamente divinizzato dal Senato con il riconoscimento della sua condizione di divus, con alcuni imperatori che già cercarono in vita di circondarsi di un'aura divina.
Il complesso di tali pratiche durò sino all'anno 375, quando l'imperatore Graziano declinò l'onore del pontificato massimo perché incompatibile con la nuova religione cristiana (unica religione ammessa dopo il 380 in oriente, e il 394 in occidente), divenuta religione di Stato nonostante il tentativo pagano di restaurazione di Giuliano, e prima ancora con uno svilimento dell'accezione divina dell'Imperatore avviata già al tempo di Costantino I. 
L'ultimo imperatore ad essere divinizzato secondo il rito pagano fu Diocleziano (313). Tuttavia anche nel nuovo ambito cristiano l'Imperatore continuò a rivestire un ruolo preminente come vicario di Cristo e rappresentazione terrena dell'ordine celeste, fino a quando in occidente tale ruolo sacrale-teocratico passò al pontefice cattolico (gradatamente dal V secolo all'VIII), permanendo invece a Costantinopoli, nella figura dell'imperatore bizantino, fino alla caduta dell'Impero Romano d'Oriente (1453).